# Compagnie de transports au Maroc
Compagnie de transports au Maroc S.A. (arabisch:الشركة المغربية للنقل) oder CTM (arabisch: ستيام) ist ein marokkanisches Unternehmen mit Sitz in Casablanca. Es führt Personentransporte mit Bussen durch.
Die Aktivitäten der Gruppe gliedern sich in 3 Bereiche:
- Personenbeförderung: Überland- und internationale Transporte (Frankreich, Belgien, Deutschland, Spanien und Italien)
- Post- und Pakettransporte
- touristische Dienstleistungen: Busvermietung und Shuttle-Transport zum Flughafen.
Die Aktien sind an der Bourse de Casablanca notiert und Teil des Moroccan All Shares Index (MASI).

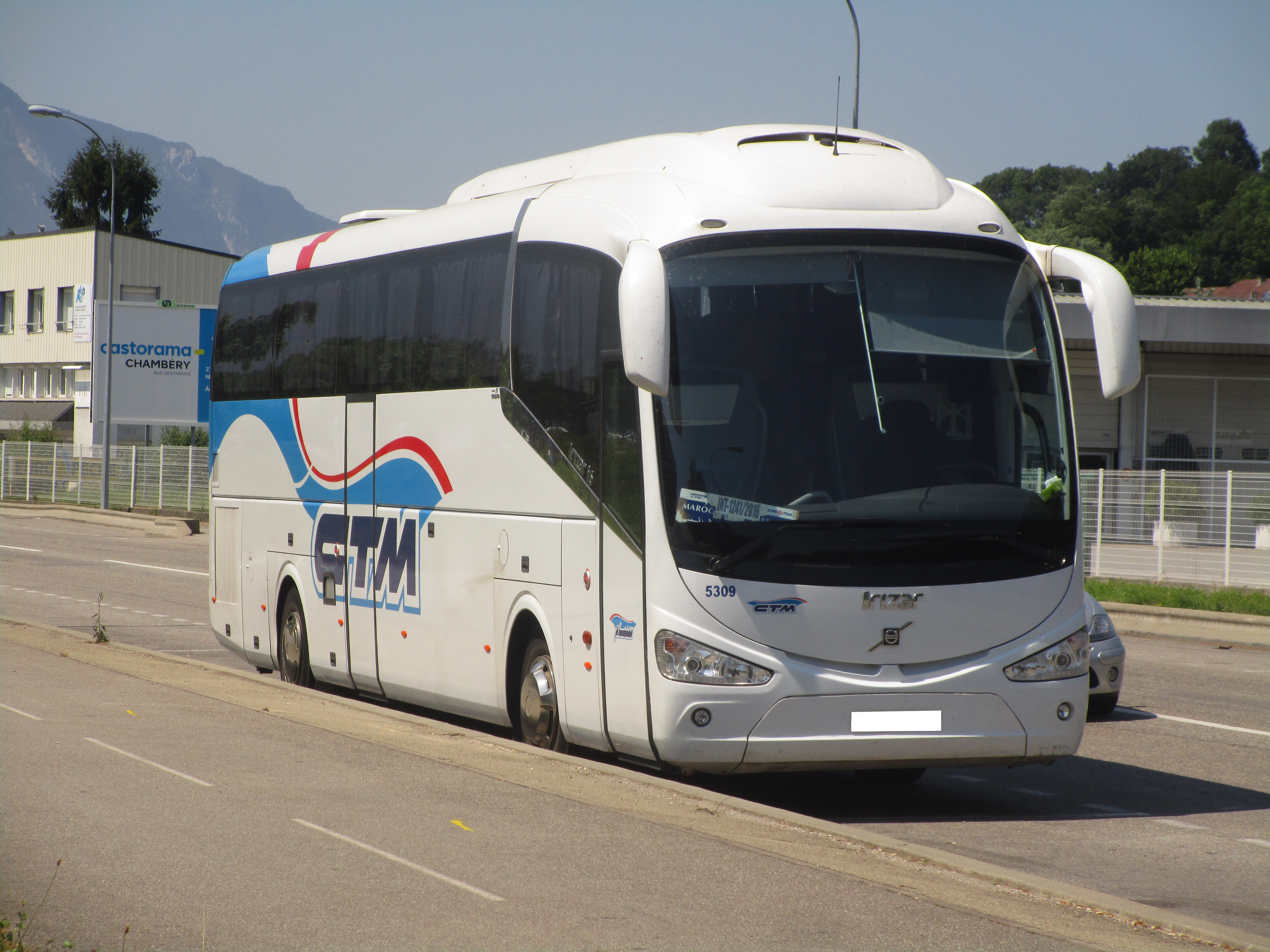
Ein Irizar i6 Bus der CTM

## Geschichte
Marschall Hubert Lyautey, damals Generalresident in Marokko, nutzte einen Besuch von Sultan Moulay Hafid in Vichy im Jahr 1912 und schlug Jean Epinat, dem Besitzer vieler Transportunternehmen in Frankreich, vor, eine Firma in Marokko zu gründen. Am 30. November 1919 gründeten Jean Epinat und seine Mitarbeiter Eugène Paris und Paul Lutzy die Compagnie de transports et de tourisme au Maroc (CTM) mit dem Schwerpunkt Personenbeförderung, Kurier- und Touristenverkehr.
Im ersten Jahr wurden 800.000 Kilometer mit den Fahrzeugen des Unternehmens zurückgelegt, aber das Geschäft war nicht profitabel genug und die Subventionen, die der Staat zahlte, reichten nicht aus. Um hier zu einer Verbesserung zu gelangen, kaufte Epinat die kleinen Gesellschaften auf, die mit der CTM konkurrierten. Mit der Vertragsverlängerung durch den marokkanischen Staat erwarb das Unternehmen auch das Recht, eine Flotte von Krafttaxis zu betreiben, um CTM-Stationen in Großstädten mit kleinen Dörfern und umliegenden Zentren zu verbinden.
Damit begann das Wachstum. Das Unternehmen genoss ein Jahrzehnt der Prosperität. Das Streckennetzwerk wurde erweitert, die Anzahl der Filialen erhöht, neue Gebäude und Garagen wurden gebaut und die Fahrzeuge regelmäßig erneuert. Die Weltwirtschaftskrise ab 1929 und der Beginn des Zweiten Weltkriegs stürzten die Branche in eine Krise. Am 5. Januar 1934 stieg die Omnium Nord Africain (Ona) in das Unternehmen ein. Ein Teil der Anteile an CTM wurde an die Gruppe Chemins de fer du Maroc verkauft, die bis 1963 Anteilseigner blieb.
Im gleichen Jahr zog sich die ONA aus dem Unternehmen zurück. In diesem Jahr kündigte der Staat Marokko die dem Konzern gewährten Konzessionen und übernahm die Kontrolle über die CTM (die somit verstaatlicht wurde). Der Schienenverkehr wurde auf die neu gegründete Office National des Chemins de Fer (ONCF) übertragen. Das zuvor gegründete Unternehmen „Lignes Nationales“ wurde 1969 mit der CTM zur CTM-LN fusioniert. 1970 traten erneut finanzielle Schwierigkeiten auf. Das veranlasste den Staat Marokko, seinen Anteil an dem Unternehmen 1975 auf 47 %, 1981 auf 66 % und 1986 auf 80,7 % zu erhöhen. Die CTM-LN entging nur knapp der Liquidation und wurde 1993 durch eine Privatisierung endgültig gerettet.
In den Jahren 1998 und 1999 wurde ein neues Organisationskonzept eingeführt, das die Verjüngung der Busflotte und die Rückkehr zum ursprünglichen Akronym CTM umfasste.
Hauptaktionär ist mit ca. 48 % die marokkanische Versicherungsgruppe Royale Marocaine d’Assurance. Weiterer bedeutender Aktionär ist die Groupe El Joumani.